# Андрій Римша
Андрі́й Ри́мша (близько 1550, с. Пенчин біля Новогрудка — після 1595) — поет-панегірист і перекладач з Великого князівства Литовського, культурний діяч другої половини XVI століття. Писав руською, польською та латинською мовами.

## Родина
Народився в шляхетській родині. Імовірно походив від новогрудського боярина Олехни Римшича, який жив на початку XVI століття і котрий в 1503 році заповідав десятину з Пенчина костелові в Полонці.

## Освіта
Вчився в Острозькій школі.

## Кар'єра
Імовірно, з 1572 року служив як солдат у тогочасного Литовського польного гетьмана Христофора Радзивілла званого Перуном. Під його керівництвом в 1579—1581 роках брав участь в військових кампаніях Стефана Баторія на Інфлянтах (частина території середньовічної Лівонії). Під час псковської військової кампанії з серпня по листопад 1581 року брав участь у виправі по тилах Великого князівства Московського.
Після закінчення військових дій Римша залишався і надалі на службі у Радзивіллів, зокрема в листопаді 1582 року брав участь в урочистостях, які проходили в Турці, з нагоди шлюбу свого патрона зі слуцькою княжною Катериною з Тенчинських. Ця подія, а також попередні славні військові заслуги «Перуна», починаючи з 1572 року, описав Римша в великій лицарській поемі під назвою Deketeros akroama, to jest dziesięćroczna powieść wojennych spraw oświeconego książęcia i pana, pana Krzysztofa Radziwiłła… (Wił. 1585). Цей твір, який складався з майже 2200 віршів, був завершений восени 1583 року. Римша присвятив його своєму патрону і пізніше видав власним коштом. Завдяки поміткам на берегах ця поема може вважатись певною мірою і щоденником, особливо це стосується детально описаної диверсійної виправи в 1581 році. Це був найбільш вдалий і безсумнівно найбільший з чотирьох тогочасних епічних творів, присвячених цій історичній події.
У нагороду за вірну службу Христофор Радзивілл підтверджуючи 1 травня 1589 року магдебурзький привілей для Біржаю назначив Римшу на довічного війта. Як наділ він отримав фільварок і доходи від міста, які належали війтівству за виконувані ним функції.
Був прибічником кальвінізму. Мав зв'язки з острозькою школою. Брав участь у воєнних походах. З 1585 р. жив у Вільні. Видавав свої твори в друкарні Мамоничів.

## Творчість

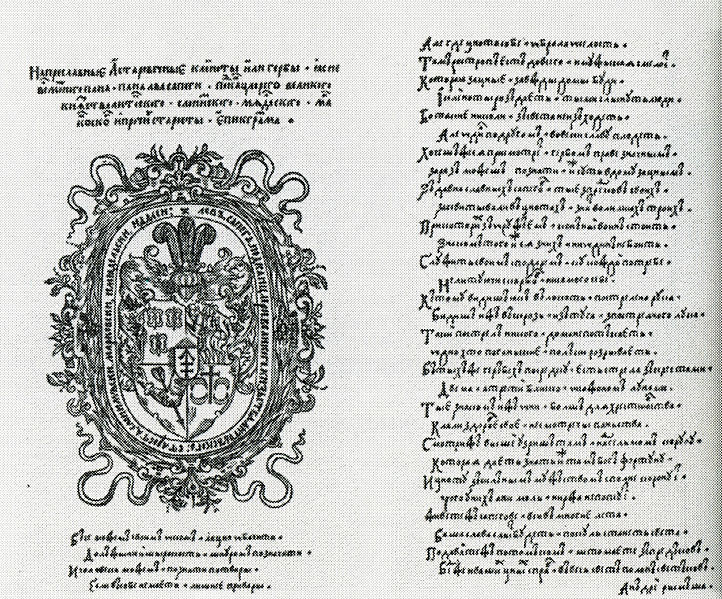
Панегірик на герб Л. Сапіги у «Статуті», 1588.

Автор «Хронології» (Которого сѧ мс̑ца што за старыхъ вековъ дѣєло короткоє описанїє) — віршованого пояснення назв місяців церковнослов'янською, гебрейською та руською мовами, виданої Іваном Федоровичем 5 травня 1581 року в Острозі; перше друковане видання віршованого твору, епіграм і од на герби Льва Сапіги (у «Статуті», 1588), Федора Скумина (в «Апостолі», Вільна, 1591) та інших; розповіді про воєнні дії князя Христофора Радзивілла (1585).
Перекладав з латинської мови, зокрема, переклав на польську великий твір паломника до Єрусалима Анзельма Поляка «Terre sancte et urbis Hierusalem de scripcio fratris Anselmi ordinis Minorum de observantia» (Краків, 1512; 1517; 1519) під заголовком «Chronographia, albo topographia, to jest osobliwe a okolne opisanie ziemie swientej…» (Вільно, 1595). Цю працю в XVII ст. було перекладено в Москві російською мовою.